# Renault Scénic
Renault Scénic este o mașină care a fost fabricată de producătorul francez de automobile Renault, fiind primul vehicul care a fost etichetat ca vehicul mic multifuncțional (MPV) din Europa.
Începând cu cea de-a cincea generație devine un vehicul integral electric, care se vinde în continuare în România